# Érkövy Adolf
Érkövy Adolf, Ploetz Vencel (Ehrstein, 1818. szeptember 28. – Keszthely, 1883. december 13.) jószágkormányzó, miniszteri tanácsos, gazdasági szakíró, a Magyar Tudományos Akadémia levelező tagja. Elsősorban mezőgazdasággal, iparfejlesztéssel foglalkozott.

## Élete
Ploetz Péter osztrák dragonyos kapitány és Schmeltz Erzsébet fiaként született. A Vencel nevet kapta a keresztségben, az Adolf nevet a bérmálásnál vette fel. Édesapja, aki az ő születése után nem sokkal Magyarországra, Keszthelyre került át, korán elhunyt, ezután Volf Ferenc keszthelyi polgár lett a gyámja. A gimnázium hat osztályát Keszthelyen végezte; mivel még alig 14 éves volt, a VI. osztályt ismételnie kellett (egy részét Zágrábban, a másikat Kaposvárt töltötte); a VII. gimnáziumi osztályt Pécsett, a VIII.-at pedig Szombathelyen járta 1836-ban. Ugyanezen év tavaszán veszítette el édesanyját, amikor rokonai nem lévén, magára maradt egy pár ezer forintnyi atyai örökséggel.
A mezőgazdaságot választotta hivatásának és a Georgicon növendékei közé lépett, ahol a tanfolyamot 1836–1837-ben végezte el. 1837 őszén a pesti egyetemen joghallgató lett. Időközben azonban Bács megyében Bikitsen (ma Bácsbokod), Latinovics Konstantin fiai (Vince és Elek) mellett nevelői állást fogadott el. 1838 júliusában Károlyi István gróf uradalmi szolgálatába lépett. Előbb a számvevőségnél, azután a felgyői szeszgyári ellenőrségnél, majd a csongrádi tiszttartóságnál nyert alkalmazást. Három és fél évi szolgálat után jószágigazgatósági titkár lett Fóton. Ettől fogva mind nagyobb tevékenységi kört ölelt fel, életét családi körén kívül a hivatalos, a köztársadalmi és irodalmi téren osztva meg. Működő tagja volt az 1848 előtt fennállott magyar ipar-, és ezzel kapcsolatban állt gyáralapító- és védegyletnek. 1843-ban Károlyi István segítségével alakította meg a Pest Megyei Gazdasági Fiókegyesületet, melynek egyúttal több évig titkára volt.
1844-ben grófi titoknok lett és november 17-én nőül vette Olsavszky Constantiát, akitől három fia és két leánya született, akik még életében elhunytak, úgyhogy csak egy unokája maradt életben. E minőségben egyúttal Károlyi Sándor grófnak előadta a gimnaziális és bölcseleti tantárgyakat 1848-ig. Ekkor a csongrádi és szentes-vásárhelyi uradalmak felügyelőjévé léptették elő, székhellyel Derekegyházon, 1851-ben pedig átvette a királydaróci uradalom és pásztói birtok igazgatását is. 1848-ban a magyar gazdasági egyesület igazgató választmányába is beválasztatott; a gyűléseken több ízben szakértekezéseket és emlékbeszédeket tartott; így a köztelki palota legelső alapjának 1847. június 6-án történt ünnepélyes letétele alkalmával, gróf Festetics György, a keszthelyi Georgicon alapítója felett ő mondott emlékbeszédet. 1852-ben a Tiszaszabályozó társulat megválasztotta elnökévé.
Amikor 1857 májusában fizetésének kétharmadával nyugdíjazták, három fiának iskoláztatása végett Pestre költözött és 1858-tól hat évig a gazdasági egylet gépészeti és építészeti szakosztályának alelnöke volt. 1862-ben a londoni világkiállítást látogatta meg. 1864. március 13-án Galgóczy Károly és Kocsi Sándor társaságában megvette a Kozma Vazul-féle könyvnyomda szerelvényeit és Érkövy, Galgóczy és Kocsi cégnév alatt társaival együtt több évig könyvnyomda üzletet üzemeltetett. Működő tagja volt (1864) az országos ínség enyhítésére alakult kenyérosztó társulatnak és 1865-től 1867-ig tagja a pesti magyar királyi egyetemi államvizsgáló bizottságnak. Végül 1866-ban alakította önsegélyzés alapján a Pesti Népbankot, melynek évekig elnöke volt. 1866-ban a grófi nyugdíj megtartása mellett, államszolgálatba lépett és augusztus 31-én a csákóvárkövéresi alapítványi uradalmak főtisztjévé nevezték ki. Innét 1867. szeptember 1-jén Lónyay Menyhért pénzügyminisztertől a pécskai kerületi kincstári uradalmak igazgatására hivatván meg. Pécskára tette át lakását.
1868 februárjában Bécsbe hívták, hogy az első delegációban a pénzügyminisztert képviselje. 1869-ben és 1872-ben Csanád vármegye battonyai kerülete megválasztotta országgyűlési képviselőnek. 1880-ban szeme világának teljes elvesztése miatt hivatalviselési képességét is elvesztette, miniszteri tanácsosi címmel nyugdíjazták. Keszthelyre vonult, ahol 1883-ban elhunyt. A Magyar Tudományos Akadémia 1864. január 20-án választotta levelező tagjának és Galgóczy Károly tartott fölötte emlékbeszédet 1884. április 28-án. Ploetz családi nevét 1847-ben változtatta Érkövyre. Már 1846-ban Csongrád vármegye táblabírája, később a Royal Agricultural Society of England, a heves megyei gazdasági és lovaregylet, a győrvidéki gazdasági egylet tiszteleti tagja és 1860-tól 1866-ig Pest fővárosnak képviseleti bizottsági tagja volt.

## Munkái
Már tanuló korában írt verseket. Egy ódáját Kisfaludy Sándor is megdicsérte egy 1837. március 17-ei levelében. Ettől kezdve szórejtvényeket, majd verseket, kisebb elbeszéléseket és egyéb cikkeket közöltek tőle a Regélő, a Honművész és a Hasznos Mulatságok című lapok. Írt a Pozsonyi Hirnökbe és a Századunkba. Gazdasági cikkei jelentek meg az Ismertetőben és a Gazdasági Literaturában. Egyebek mellett írt a hizlalásról, a trágyáról, a szeszégetésről, a birkák számjelzéséről. Publikált a Természetben, a Gazdasági Tudósításokban, a Magyar Gazdában, a Nemzeti Ujságban, a Pesti Naplóban, a Gazdasági Lapokban, a Hazánkban, a Függetlenben, a Kelet Népében, az Ország Tükrében, az Erdészeti Lapokban és a Honban. Munkatársa volt az Egyetemes Magyar Encyclopaediának is.

### Cikkei
- Emlékbeszéd Török János levelező tag felett

### Kötetei
- Robot és dézma erkölcsi és anyagi, mező- és státusgazdasági tekintetben. Pest, 1845. (50 arany jutalmat nyert pályamű, mely a Hetényi János és Királyi Pál pályamunkáival adatott ki. Ism. Bud. Hiradó 1846. 379. sz.)
- Homokkötés. Pest, 1846.
- Haszonbérrendszer és népesítés. Uo. 1847. (100 aranyat nyert értekezés.)
- Az 1863. évi aszályosság a magyar alföldön. Uo. 1863. (Közgazdászati tanulmány. Ugyane tárgyban ő készítette az Országos magyar gazdasági egyesületnek a kormányhoz 1864-ben beadott Emlékiratát.)
- Die Locomotiv-Bahn von Debreczin bis Mármaros-Sziget, das ist die Verbindung der reichsten Salinen Ungarns mit der Theissbahn. Wien, 1865. (Névtelenül.)
- Emlékbeszéd Török János akadémiai levelező tag felett. Bpest. 1875. (Értekezések a természettudomány köréből VI. 3. sz.) REAL-EOD
- A «telepítési kérdésről» tekintettel kivándorlásra, bukovinai véreink visszatelepítésére, czélszerűbb hazai néposzlatra s a mezőiparos nagy községek ellomhítására. Bpest, 1883. Egy térképpel. (A magyar ált. biztosító társaság jutalmában részesült. Ism. Nemzetgazdasági Szemle, Századok, Bud. Szemle XXXIV.)